# Julgamento político de Guillermo Lasso
O julgamento político de Guillermo Lasso é um procedimento legislativo realizado pela Assembleia Nacional do Equador, em conformidade com os parâmetros estabelecidos pela Constituição da República, contra o presidente Guillermo Lasso devido às denúncias de corrupção em empresas públicas no âmbito do caso Encuentro. Após investigações realizadas por uma comissão legislativa ocasional composta principalmente por opositores ao governo, foi apresentado um relatório não vinculativo que abriu caminho para que o Plenário da Assembleia iniciasse o trâmite do ajuizamento político contra o mandatário em 4 de março de 2023.
O trâmite do julgamento político teve início a 16 de março, tendo a sua admissibilidade aprovada por parecer da Corte Constitucional, em 29 de março. Posteriormente, o trâmite do julgamento passou para a Comissão de Fiscalização da Assembleia Nacional, onde foram apresentadas as respectivas provas, além de várias audições de funcionários e ex-funcionários do governo Lasso. A referida comissão deveria apresentar um relatório sobre o assunto, mas o presidente da comissão, Fernando Villavicencio, apresentou um "relatório preliminar" de sua autoria, que acabou sendo rejeitado ao ser submetido à votação da Comissão de Fiscalização. Depois disso, o Plenário da Assembleia Nacional deu andamento ao processo em votação realizada em 9 de maio.
O julgamento político propriamente dito teve início em 16 de maio de 2023, com a interpelação dos parlamentares Viviana Veloz e Esteban Torres. Posteriormente, o Presidente Lasso compareceu perante o Plenário Legislativo, porém, não exerceu seu direito de réplica, o que fizeram seus interpelantes. Após estas intervenções, o Presidente da Assembleia, Virgílio Saquicela, abriu o debate.
No entanto, o presidente Lasso, na manhã do dia seguinte, dissolveu o parlamento por meio do decreto 741, no qual acionou o artigo 148 da Constituição Nacional, denominado “muerte cruzada”, argumentando em seu decreto a “grave crise política e comoção interna” no país. Com essa medida, o governo obstruiu completamente o desfecho do julgamento.

## Antecedentes

### Caso Encuentro

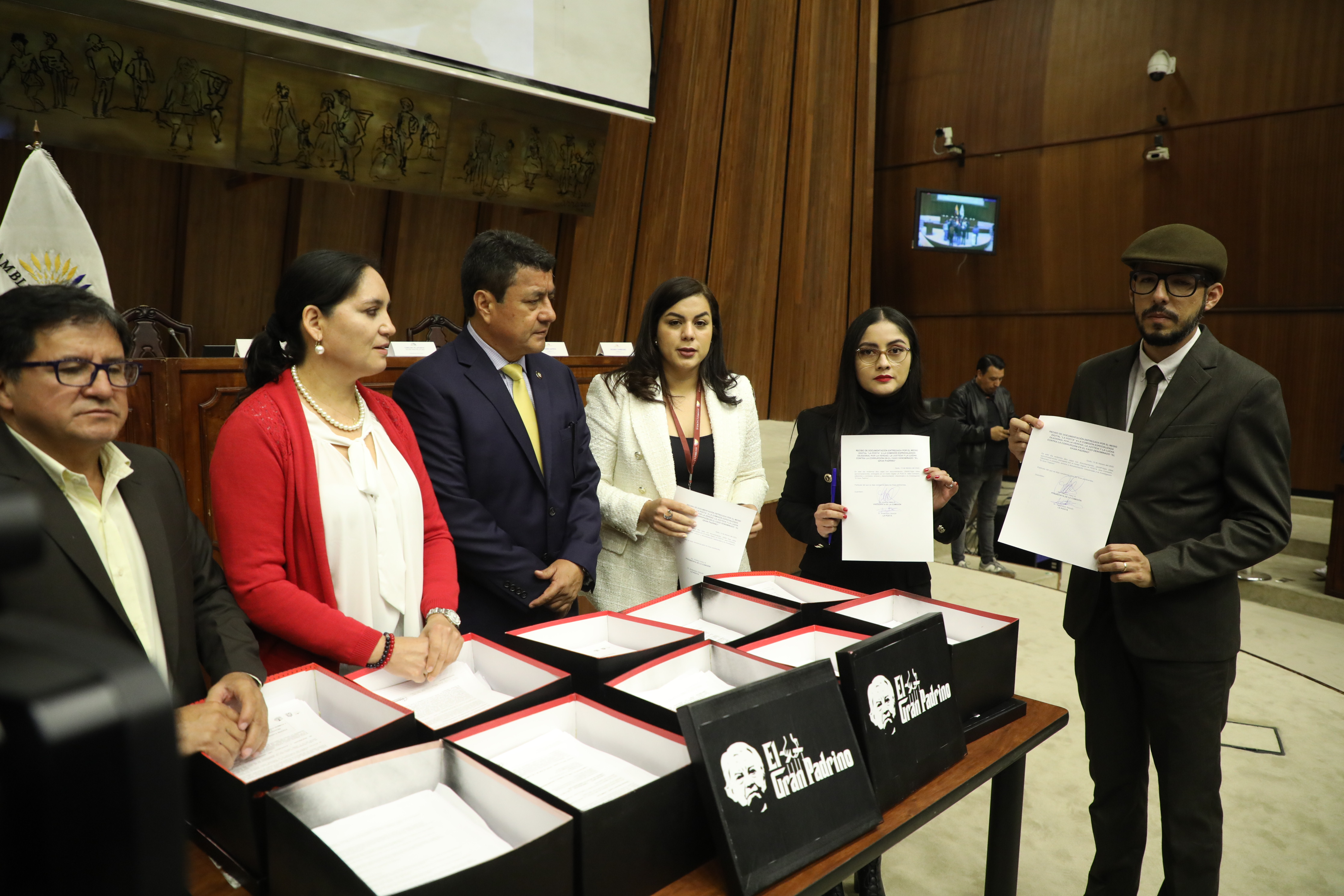
Comparecimento do jornalista Andersson Boscán (à direita) do jornal La Posta perante a Assembleia Nacional. Boscán entregou toda a documentação da investigação jornalística à Comissão ocasional.

Em 9 de janeiro de 2023, o jornal digital La Posta publicou uma reportagem investigativa acusando Danilo Carrera Drouet, cunhado do presidente Guillermo Lasso, de ser o chefe de um esquema de corrupção em empresas estatais juntamente com o presidente, no qual através de operadores, eram arrecadadas propinas para contratos com o Estado, cargos nessas empresas eram "vendidos", além de tráfico de influência, dentre outros supostos crimes.
Diante dessas denúncias, a Fiscalía General del Estado decidiu abrir uma investigação com base nas evidências fornecidas pelo La Posta.
A Assembleia Nacional, como órgão fiscalizador, também abriu uma investigação através da comissão de justiça, onde foi solicitada a presença dos supostos envolvidos, além do jornalista investigativo Andersson Boscán, entre outros.

### Comissão ocasional sobre o casoEl Gran Padrino
Em 18 de janeiro de 2023, a Assembleia Nacional criou a Comissão Multipartidária Ocasional para a Verdade, Justiça e Combate à Corrupção no caso El Gran Padrino. A Assembleia aprovou a criação da comissão com 94 votos a favor, 2 contra e 28 abstenções. A comissão foi integrada por Viviana Veloz (pelo RC), Pedro Zapata (pelo PSC), Diego Esparza (parlamentar independente), Rodrigo Fajardo (pelo ID), Gruber Zambrano (pelo oficialismo), Augusto Guamán (parlamentar independente da oposição) e Mireya Pazmiño (dos denominados  "rebeldes" do Pachakutik). O Pachakutik protestou devido à nomeação de Mireya Pazmiño como representante de sua bancada, já que ela distanciou-se deles, mas a vice-presidente Yeseña Guamaní expressou que a parlamentar Pazmiño não tem uma expulsão firme pela bancada, por isso ela estaria adequada para sua representação; perante isto, a maioria do bloco Pachakutik absteve-se de votar. Após intervenções de outros membros da assembleia que manifestaram desacordo com a criação da comissão ocasional uma vez que outras comissões permanentes poderiam realizar a investigação; e que o objetivo também deveria ser apurar irregularidades relativas a supostos aportes de dinheiro do crime organizado à campanha do deputado Ronny Aleaga, reivindicação que foi rejeitada. Finalmente, decidiu-se oficializar a comissão e solicitou-se às demais comissões da Assembleia que se abstivessem de investigar o caso El Gran Padrino.

## Trâmite do julgamento político

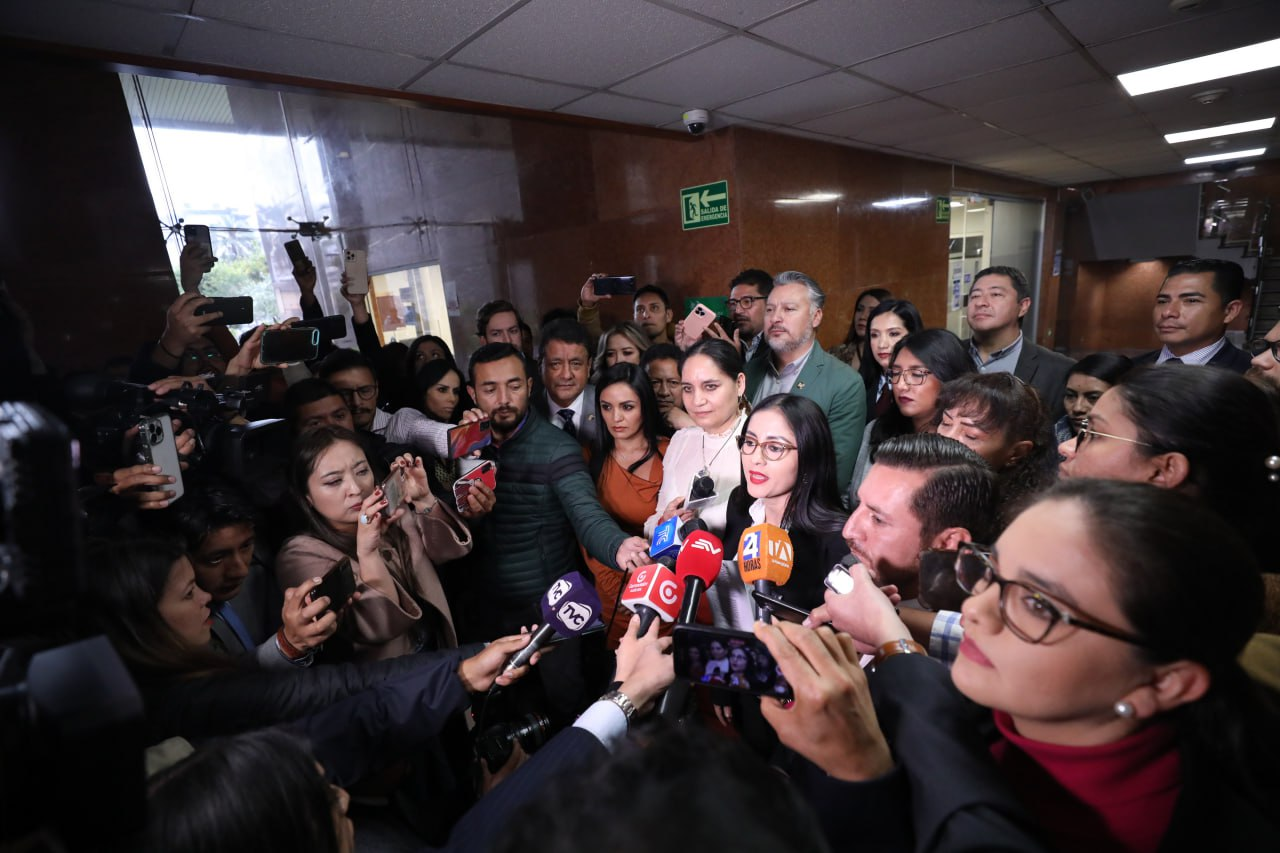
Entrega do relatório não vinculativo da comissão legislativa encarregada do processo do caso Gran Padrino.

### Requerimento
A bancada da Unión por la Esperanza, juntamente com a bancada do Partido Social Cristão, endossou o pedido de julgamento político apresentado em 16 de março de 2023, pela deputada Viviana Veloz (RC), Mireya Pazmiño (Pachakutik "rebelde"), Pedro Zapata (social cristão), Rodrigo Fajardo (ex-Esquerda Democrática). No total, obtiveram 59 assinaturas de respaldo, dando inicio oficial ao trâmite de julgamento político. No entanto, vários analistas e especialistas em direito constitucional expressaram que houve vários erros no momento de apresentar as acusações.
As audiências foram realizadas a partir do mesmo dia da solicitação. Na primeira audiência de 16 de março, Viviana Veloz corrigiu erros na invocação de normas relativas às competências do Legislativo; na segunda audiência de 23 de março, corrigiu-se a invocação dos artigos 278.º e 281.º do Código Orgânico Integral Penal no que diz respeito aos tipos penais de concussão e peculato, uma vez que inicialmente estes artigos foram citados sem ter em conta as reformas legais que tinha modificou-os desde 2021. O deputado Fernando Villavicencio também destacou que no pedido de interpelação foi mencionado como jurisprudência a sentença 0038 da Corte Constitucional, a mesma que tratava sobre uma indenização a uma associação de fabricantes de ração animal.
Devido à detecção dos erros, foi exigido um relatório prévio da Unidade Técnica Legislativa (UTL), houve um pedido de reconsideração de votos que apoiaram a moção; e também foi dado um prazo de três dias para os acusadores completarem e retificarem o pedido de interpelação; portanto o pedido de julgamento permaneceu 8 dias no total na presidência da Assembleia e no Conselho de Administração Legislativa (CAL). Finalmente, em 24 de março de 2023, o CAL decidiu resolver o julgamento através do voto de seus sete membros, cinco dos quais pertencentes a Virgilio Saquicela (independente, presidente da Assembleia), Marcela Holguín (do RC, primeira vice-presidenta da Assembleia), Darwin Pereira (Pachakutik, segundo vice-presidente da Assembleia), Ronny Aleaga (do RC) e Esteban Torres (do PSC), iniciou-se o julgamento.

### Parecer de admissibilidade da Corte Constitucional
O pedido de ajuizamento político contra Lasso foi enviado pelo Conselho de Administração Legislativa da Assembleia Nacional a Corte Constitucional em 24 de março de 2023. Conforme o disposto na normativa jurídica, a Corte teria seis dias para emitir o parecer correspondente, isto é, até 30 de março. Na noite de 24 de março, mediante sorteio público, a juíza constitucional Teresa Nuques foi designada relatora do requerimento de processo de julgamento político e preparar um projeto de parecer. Guillermo Lasso, que participava da XXVIII Cúpula Ibero-Americana de Chefes de Estado e de Governo na República Dominicana, rechaçou o que qualificou como um "golpe legislativo" e pediu a Corte Constitucional que respeite o Estado constitucional de direito.
Na segunda-feira, 27 de março, a juíza Nuques apresentou seu projeto de parecer ao Plenário, que foi convocado para emitir o parecer final. O projeto concluiu não admitindo o requerimento de julgamento político, porém, por não alcançar os seis votos necessários para a aprovação do projeto, motivo pelo qual o caso foi reorganizado, nomeando o Juiz Richard Ortiz como novo relator, e o presidente da Corte, Alí Lozada, informou que atuará como segundo relator.
Na noite de 29 de março de 2023, depois que o novo projeto de parecer ter sido apresentado à tarde pelos juízes Ortiz e Lozada, foi proferida a decisão do Plenário, que consistiu em aprovar a admissibilidade do julgamento político contra o Presidente da República Guillermo Laço. A decisão foi tomada com cinco votos a favor e três contra.
No entanto, a decisão de admissibilidade foi homologada apenas na acusação de peculato, e não admitiu as duas acusações de concussão. A Corte Constitucional chamou ainda a atenção dos parlamentares requerentes para a alegada falta de prolixidade na ativação da figura do julgamento político; exortando o parlamento a conduzir o processo de ajuizamento dentro do quadro legal e constitucional.

## Compra de votos
Desde o início do trâmite do julgamento político, houve diversas denúncias e acusações sobre a "compra de votos" do governo de Guillermo Lasso contra vários parlamentares. Nesse período, foram recorrentes as mudanças nos cargos de várias pastas do Estado, entregando várias instituições públicas como cotas políticas a vários partidos e personalidades políticas, além do abandono de bancadas na Assembleia Nacional.

## O processo

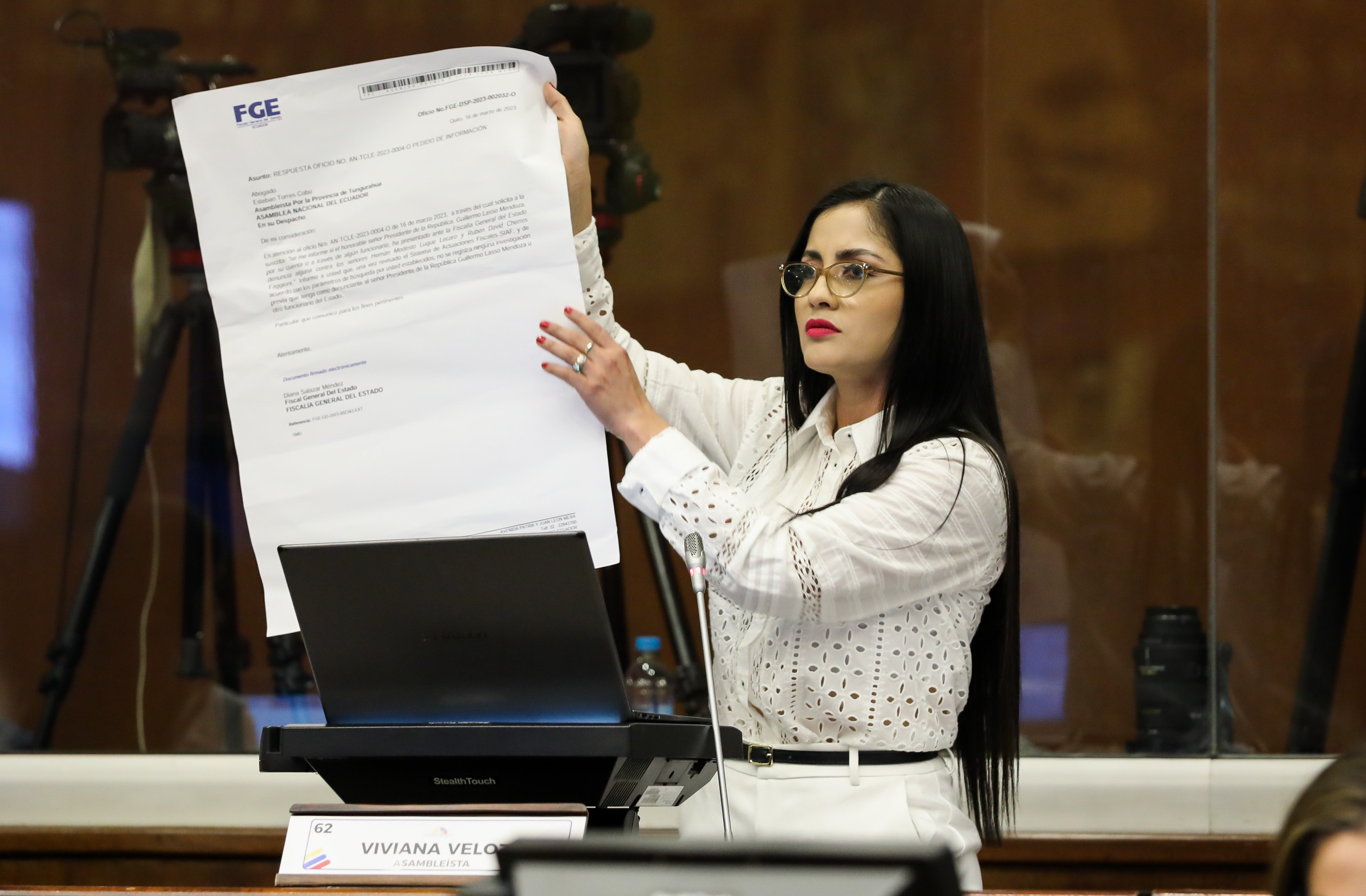
Viviana Veloz, durante sua interpelação no processo.

A sessão do julgamento político no Plenário da Assembleia Nacional teve início no dia 16 de maio de 2023, após as 10h00. Após constatar quórum, o presidente da Assembleia, Virgilio Saquicela, dispôs a leitura do expediente e a deliberação do Plenário que, com 88 votos favoráveis, viabilizou-se este processo.
Seguiram-se as interpelações de Viviana Veloz e Esteban Torres. Após as interpelações, o presidente Lasso compareceu ao parlamento à tarde, em um discurso que durou aproximadamente 50 minutos. Posteriormente, Lasso retirou-se do parlamento, sem fazer uso de seu direito a réplica; recurso que foi exercido por seus interpelantes.
Durante este dia, na parte externa do Palácio Legislativo, houve uma concentração massiva de servidores públicos, que foram obrigados a viajar a Quito para "respaldar" Lasso em seu comparecimento à Assembleia Nacional. Até mesmo áudios foram divulgados pelas redes sociais, supostamente de militares e policiais no regime de reserva, incitando a violência contra os parlamentares que realizavam o julgamento político. Por outro lado, também houve mobilizações contra o presidente Lasso de cidadãos e grupos que apoiavam o processo de destituição.
Na sequência das réplicas de Veloz e Torres, o presidente do parlamento abriu o debate a partir das 16h. Após várias intervenções, a sessão foi suspensa durante a noite, com a intenção de continuar no dia seguinte.

## Muerte cruzada
No entanto, nas primeiras horas de 17 de maio, o presidente Lasso decretou a "muerte cruzada", firmando o Decreto Executivo n.º 741, que dissolve a Assembleia com efeito imediato e o permite governar por decreto por seis meses. Medida com a qual obstruiu completamente o resultado do julgamento político.